# عبد القادر سعيد الأغبري
عبد القادر سعيد أحمد طاهر (1941 - 1974) الملقب بأبو سند، أحد زعماء الحركة الوطنية اليمنية في عقدي الستينيات والسبعينيات من القرن العشرين.

## النشأة
ولد عبد القادر سعيد أحمد طاهر الأغبري عام 1941 بقرية (الأجران) من عزلة (الأغابرة) التابعة لمديرية حيفان الواقعة ضمن مديريات محافظة تعز.
التحق بالمعلامة ودرس القرآن الكريم، ورعى أغنام الأسرة في شعاب الأغابرة، وفي يوم ربيعي من عام 1948 أصيب والده بواحدة من شظايا قذائف جيش الإمام أحدثت فيه إعاقة بائنة. انتقل والده إلى مدينة عدن.

## الانتقال إلى عدن
في نهاية الأربعينيات استطاع عبد القادر الانتقال إلى أبيه في مدينة عدن، حيث أقام في حي الشيخ عثمان وألحقه أبوه بالمدرسة الأهلية، فأكمل الابتدائية والإعدادية ليلتحق بعدها مباشرة بكلية عدن وحصل منها على شهادة الثقافة العامة.

## القوميون العرب
مع مطلع عام 1959م كانت قيادة حركة القوميين العرب في كل من بيروت والقاهرة قد استقطبت ستة من الطلاب اليمنيين وأوكلت إليهم مهمة تأسيس فرعين لها في كل من عدن وتعز. استطاع أربعة (فيصل عبد اللطيف الشعبي العائد من القاهرة، وسلطان أحمد عمر، وعبد الحافظ قائد، وعبد الملك إسماعيل العائدون من بيروت) الانتقاء الدقيق للعناصر الأولى التي كانت مهيئة لتحمل ظروف العمل السري الشاق.
ومثلت تلك العناصر طليعة العمل الحركي الوطني المنظم والنواة الأولى لحركة القومين العرب في مدينة عدن، فكان عبد القادر سعيدأحدهم.

## أول خلية سرية لحركة القوميين العرب بعدن
اسندت إليه مهمة الإشراف والتأسيس للخلايا السرية فجعل من بيته مقراً سريا للحركة.
بعد تخرجه من كلية الثقافة بمدينة عدن اتجه إلى التدريس في إحدى مدارسها.

## مؤسس أول حزب بعد ثورة سبتمبر 1962م
لم يكد يمر شهران على قيام الثورة حتى قام بإنهاء التحضيرات لتأسيس أول حزب سياسي يمني بعد ثورة سبتمبر فلم ينقضي شهر نوفمبر من عام 1962م إلا ومدينة تعز تشهدت تأسيس «تنظيم المؤتمر الشعبي العام للقوى الوطنية» ضم داخله مختلف الكيانات الوطنية التي لم تكن قد أشهرت عن تواجدها سياسياً، وضم كذلك الشرائح العمالية والشبابية والاجتماعية.